# Kauli Vaast
Kauli Vaast, född 25 februari 2002 i Tahiti, är en fransk surfare.

## Karriär
Vaast är tvåfaldig Europamästare för juniorer. Han har kvalificerat sig för OS 2024.